# آستريد إيبني
استرد ايبني (بالألمانية: Astrid Epiney) وُلدت في 9 يوليو 1965 في مدينة ماينتس الألمانية باسم استرد فاندر (بالألمانية: Astrid Wander) هي أستاذة جامعية وعالمة قانون ألمانية سويسرية.

## حياتها
درست ابيني علم القانون في كلًا من جامعة ماينتس وجامعة لوزان واتمت الدراسة في ماينتس عام 1989 باجتياز أول امتحان الدولة في القانون، وفي لوزان عام 1991 بدرجة الليسانس. وفي العام ذاته حصلت على شهادة الدكتوراه مع ايكرت كلاين حول «المسؤولية الدولية للدول عن السلوك غير القانوني فيما يتعلق بالإجراءات الخاصة»، وحصلت من معهد الجامعة الأوروبية في فلورنز على دبلومة حول الدراسات القانونية الأوروبية والعالمية المقارن بينها (ماجستير القانون) بالإضافة إلى تأليفها لكتاب مكانة قانون الجماعة الأوروبية في عقود الاندماج (بالألمانية: Der Stellenwert des Europäischen Gemeinschaftsrechts in Integrationsverträgen). وفي عام 1994 عملت ابيني مع كلاين في كتابة كتاب «التميز العكسي» (بالألمانية: Umgekehrte Diskriminierungen)، وحصلت على دكتوراه في «حدود ومقبولية التميز العكسي وفقًا لقانون المجتمع الأوروبي والقانون الدستوري الدولي» للقانون الدستوري والقانون الدولي العام وقانون الاتحاد الأوروبي. في سبتمبر 1994 تم تعينها في الجامعة وفي عام 1966 أصبحت أستاذة جامعية للقانون الدولي والقانون الأوروبي والقانون السويسري العام في جامعة فريبورغ في سويسرا. ومنذ عام 1995 فهي المديرة العام لمعهد قوانين الاتحاد الأوروبي للجامعات. من عام 2005 حتى عام 2007 كانت عميدة كلية الحقوق، ومن عام 2007 حتى عام 2011 كانت نائب لرئيس مجلس الجامعة، وتم انتخابها لرئاسة جامعة فرايبورغ من الخامس عشر من مارس لعام 2014 حتى الرابع عشر من شهر مارس 2019.

إنها مسؤولة عن جزء القانون الدولي في الجريدة القانونية يوسلتر (بالألمانية: Jusletter) بصفتها أستاذة متخصصة، ومنذ عام 2012 فإن ابيني مديرة تحرير جريدة قانون البيئة والتخطيط الأوروبي. ومنذ عام 2012 حتى عام 2015 ترأست المجلس السويسري للعلوم والابتكار (SWIR حتى عام كان اسم المجلس السويسري للعلوم والابتكار SWTR).
منحت مؤسسة العلوم الوطنية السويسرية ابيني جائزة لاستس الوطنية وكما أنها في عام 2011 حصلت على وسام جوقة الشرف.

### الحياة الاجتماعية
ابيني متزوجة ولديها طفلين.

## وصلات خارجية
- im Katalog der Deutschen Nationalbibliothek(بالغة الألمانية)

- ملف pdf السيرة الذاتية لاسترد ابيني  (بالغة الإنجليزية)

- معلومات عن استرد ايبني على الصفحة الرسمية لجامعة فرايبورغ. (بالغة الألمانية)